# Chaetostoma milesi
Chaetostoma milesi (Хетостома цяткована) — вид риб з роду Chaetostoma родини Лорікарієві ряду сомоподібні.

## Опис
Загальна довжина сягає 13 см. Спостерігається статевий диморфізм: самці дещо більше за самиць. Голова велика, широка. Очі середнього розміру, розташовано зверху голови. Рот широкий, являє собою присоску. З боків рота з вуси. Тулуб кремезний, трохи витягнутий. Самці стрункіші, самиці гладенькі в області черева, особливо в період нересту. Спинний плавець помірно довгий. Жировий плавець маленький. Грудні плавці видовжені. Черевні плавці широкі, більш розвинені у самців. Анальний плавець трохи подовжений, з короткою основою. Хвостовий плавець широкий, усічений навкоси знизу догори.
Забарвлення свинцево-сіре з чорними плямами різного розміру.

## Спосіб життя
Є демерсальною рибою. Воліє до прісної та чистої води. Зустрічається в гірських потоках з гравійно-кам'янистим та піщаним дном. Вдень ховається серед каміння або під корчами. Активна вночі. Живиться переважно водоростями, а також дрібними безхребетними.
Тривалість життя становить 10 років.

## Розповсюдження
Мешкає у басейнах річок Магдалена й Апуре.